# The Verge (sito web)
The Verge è un sito web statunitense di notizie, storie, guide, recensioni di prodotti e podcast.
Il sito web utilizza Chorus, la piattaforma di pubblicazione multimediale proprietaria di Vox Media. La rete è gestita dal redattore capo Nilay Patel, dal direttore esecutivo Dieter Bohn e dal direttore editoriale Helen Havlak. Il sito è stato lanciato il 1º novembre 2011. The Verge ha vinto cinque Webby Awards nel 2012 tra cui i premi come "Miglior scrittore" (editoriale), "Miglior podcast" per The Vergecast, "Miglior design visivo", "Miglior sito di elettronica di consumo" e "Miglior app mobile di notizie".

## Storia

### Lancio
The Verge venne lanciato il 1º novembre 2011, insieme ad un annuncio di una nuova casa madre: Vox Media. Secondo la compagnia, il sito è stato lanciato con 4 milioni di visitatori unici e 20 milioni di pagine visualizzate.

## Controversie
Nel settembre 2018, The Verge pubblicò un articolo intitolato "Come creare un PC personalizzato per l'editing, il gioco o la codifica" e caricò un video su YouTube dal titolo "Come abbiamo costruito un PC da gioco con 2000 dollari", che venne ampiamente criticato per i suoi numerosi errori. Questo includeva il reporter di Verge, Stefan Etienne, che indossava un cinturino da polso antistatico senza averlo collegato a terra, installando la RAM e la scheda video in slot scorretti, applicando un eccesso di pasta termica e installando l'alimentatore in un modo che bloccasse il flusso d'aria verso di esso. Dopo aver inizialmente disabilitato i commenti, The Verge rimosse completamente il video. Nel febbraio 2019, gli avvocati della società madre di The Verge, Vox Media, presentarono una notifica di rimozione DMCA, chiedendo a YouTube di rimuovere i video critici del video di The Verge, relativi alla violazione del copyright. YouTube rimosse due dei video, caricati dai canali YouTube BitWit e ReviewTechUSA, mentre applicò un "avvertimento" di copyright a questi due canali. Dopo una protesta in seguito alla decisione, YouTube ripristinò questi due video, oltre a ritirare gli "avvertimenti" di copyright applicati. Timothy B. Lee di Ars Technica descrisse questa controversia come un esempio dell'effetto Streisand, dicendo che mentre la legge riguardante il fair use non è chiara per questo tipo di situazione, "l'unico precedente legale ...suggerisce... che questo tipo di video è saldamente entro i limiti della dottrina del fair use del copyright."